# Wilhelm Ulrich Romanus
Wilhelm Ulrich Romanus (* 19. März 1598 in Leipzig; † 17. September 1627 ebenda) war ein deutscher Rechtswissenschaftler.

## Leben
Romanus war Sohn des Franz Romanus (1550–1636) und dessen Frau Margaretha († 28. Oktober 1633), Tochter des Leipziger Rates Friedrich Backofen von Echt (auch Bachofen; † 1593). Er war adlig geboren (von Muckershausen) und Erbherr von Braußwig. Wie sein Bruder Franz Romanus (1600–1668) besuchte er die Leipziger Nikolaischule, daneben genoss er Privatunterricht und hätte nach einem Studium an der Universität Leipzig 1615 den Magistergrad annehmen können. Da er jedoch eine besondere Lust an philosophischen Studien gefunden hatte, besuchte er lieber die Vorlesungen seines Vaters und jene von Wilhelm Schmuck.
Nachdem er 1624 Baccalaureus und 1626 Lizentiat der Rechte geworden war, begab er sich mit seinem Bruder Franz an die Universität Wittenberg, wo er bei seinem Schwager Bartholomäus Reusner seine Studien fortsetzte. Mit seinem Bruder hätte er noch gern eine Gelehrtenreise in andere Länder absolviert, jedoch hinderten sie die Gefahren des Dreißigjährigen Krieges und der grassierenden Seuchen daran. Sie kehrten nach Leipzig zurück, man übertrug ihm dort die Professur der Rechte mit dem Titel Publ. De Verbor. Signif. et Regul juris und er promovierte daher am 12. Juli 1626 zum Doktor der Rechtswissenschaften. Jedoch bevor er seine erste Vorlesung halten konnte erkrankte er an den Nierensteinen, in welcher Folge seine Leber geschädigt wurde und er verstarb. Sein Leichnam wurde am 20. September in der Leipziger Paulinerkirche beigesetzt.

## Schriften
- Oratio auspicalis in laudem tituli de verborum significatione. Leipzig 1627.
- Disputatio juridica de injurijs & famosis libellis. 1626.
- Disputationum logicarum VII.: De natura et divisionibus enunciationis. Leipzig 1617.